# 佐々木八郎

佐々木八郎

佐々木 八郎（ささき はちろう、1898年9月10日 - 1980年9月8日）は、日本の国文学者。中世文学、特に『平家物語』の研究によって知られた。

## 経歴
新潟県出身。1919年に、早稲田大学高等師範部（後の教育学部）国語漢文学科を卒業した。在学中は、五十嵐力の研究に触れて『平家物語』に関心をもったという。
和歌山県立和歌山中学校（後の和歌山県立桐蔭中学校・高等学校の前身のひとつ）や早稲田中学校（旧制）に教諭として勤めた後、1929年に早稲田大学高等師範部教授となった。この時期には、授業で『平家物語』を取り上げる中で、諸本の比較検討を着想し、松井簡治や高野辰之らが私蔵する諸本を実見して精査をすすめ、1938年に『平家物語講説』を出版して、高い評価を受けた。
佐々木は、自ら謡曲の稽古にも励んでいたとされ、芸道、語り物について、演者としての実践を踏まえた研究成果も残した。
戦後は、1948年に『平家物語の研究（上・中・下）』を刊行し、この業績に対して翌1949年に早稲田大学から文学博士を授与された。
また、早稲田大学においては、私学では最初の事例となった1949年の教育学部創設に関わり、その後、教育学部長、早稲田大学常任理事、図書館長などの要職を務めた。
佐々木は大学外でも、大学設置基準協会副会長、国語審議会委員などを歴任した。1969年に早稲田大学を定年退職し、名誉教授となった。

## おもな著書
- 平家物語講説、三省堂、1938年（増訂版：早稲田大学出版部、1950年）
- 日野資朝卿、冨山房、1940年
- 芸道の構成、冨山房、1942年（後に第三版で『芸能』、第四版で『芸道』と改題）
- 中世戦記文学、鶴書房、1943年
- 語り物の系譜、講談社、1947年（増補版：笠間書院、1977年）
- 平家物語の研究（上・中・下）、早稲田大学出版部、1948年（増補版：早稲田大学出版部、1967年）
- 平家物語評講（上・下）、明治書院、1963年
- 徒然草の味わい方、明治書院、1973年
- 平家物語の達成、明治書院、1974年
- 中世文学の構想、明治書院、1984年